# Oxantel
Oxantel este un antihelmintic din clasa derivaților de pirimidină, și a fost utilizat în tratamentul parazitozelor la oameni și la animale. Putea fi utilizat în asociere cu pirantel și praziquantel.